# Abaújszolnok
Abaújszolnok je obec v Maďarsku v župě Borsod-Abaúj-Zemplén v okrese Szikszó.
Má rozlohu 865 ha a žije v ní 169 obyvatel. (2008).